# Monedă de necesitate

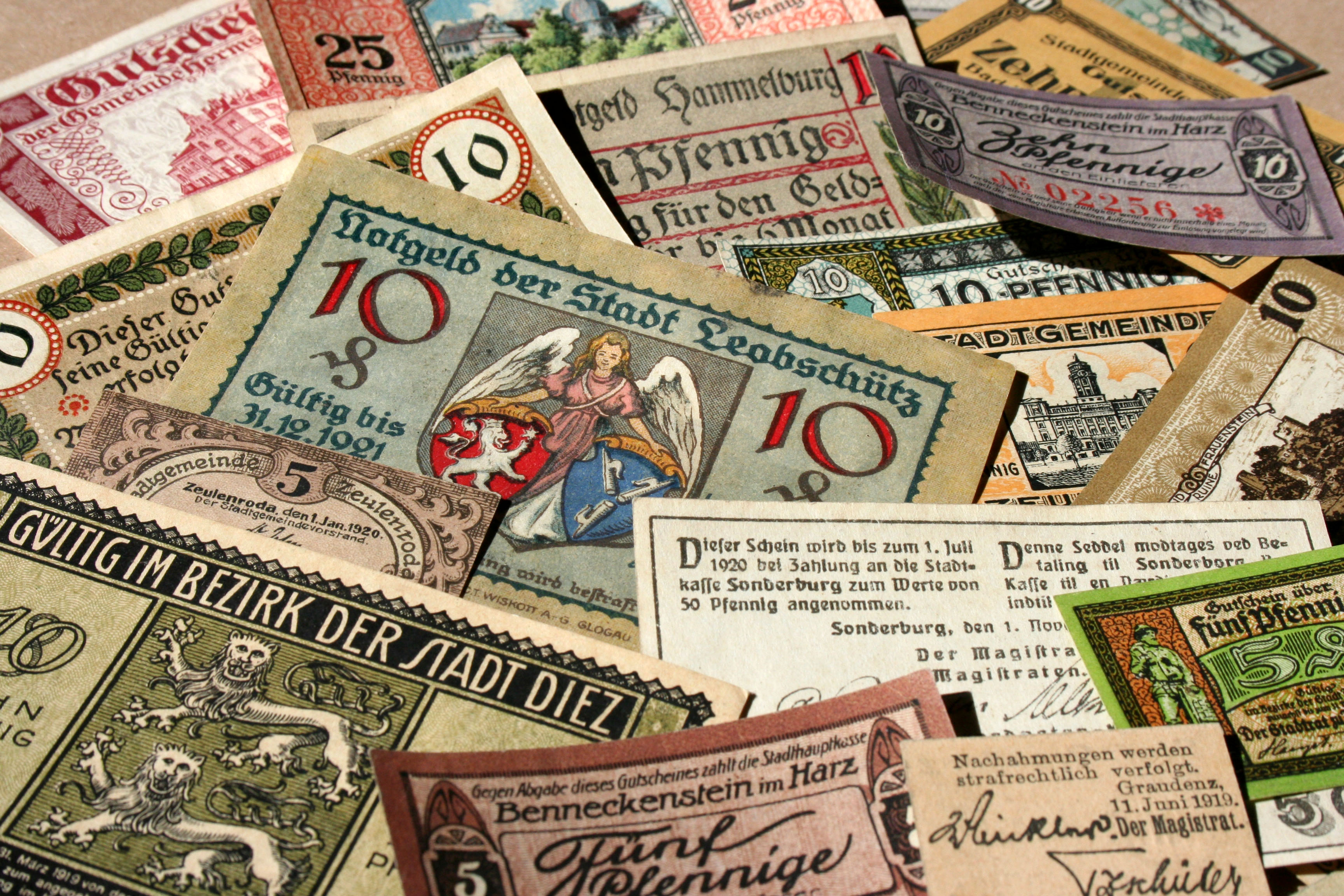
Bani de necesitate (Notgeld) emiși de orașe germane în perioada 1917-1919

Moneda de necesitate, banii de necesitate sau jetonul-monedă reprezintă un mijloc de plată emis de un organism public sau privat într-o perioadă de criză economică sau politică a țării sau regiunii emitente și care, pe timp limitat, înlocuiește, în scop utilitar, numerarul emis de către stat, care s-a rarefiat. 
Aceste tipuri de emisiuni monetare au fost tipărite pe suport de hârtie sau materiale textile, precum și pe materiale metalice (monede). Instituțiile emitente pot varia de la primării, consilii locale, instituții bancare, precum și întreprinderi particulare. 
Germania și Austria au fost țările europene care au emis un număr mare de emisiuni de monedă de necesitate în perioada anilor 1918-1923. Diversitatea acestora, peisajele și imaginile de pe aceste bancnote, denumite în germană Notgeld, cât și coloritul lor, au atras interesul colecționarilor numismați de pe întreg mapamondul. 
În 1915, Imperiul Austro-Ungar a emis bani de necesitate pentru lagărul de prizonieri de război din Grödig, iar în 1916, și pentru lagărele de prizonieri de război din: Boldogassony, Csót, Kenyermezö, Nagymegyer, Somorja și Sopronnyek. O colecție cu specimene ale acestor bani de necesitate este expusă la Muzeul de Istorie (Casa "Altemberger") din Sibiu.
Un exemplu mai recent îl constituie China, instituțiile emițând așa-numitele „bonuri de orez” în perioada anilor '70, '80, chiar și anii '90.

Monedă de necesitate, în valoare de 5 lei, emisă de Cafeneaua "Gabroveni" a lui Vasile I. Hatos

Monedă de necesitate, în valoare de 4 creițari, emisă de mina de la Petroșani

În România, bani de necesitate au fost emiși de: 
- Consiliul Comunal al orașului Arad, ROMITEX S.A., Societatea Tramvaielor Arad;
- Societatea comunală a tramvaielor București, Firma PINGUIN, Cofetăria JEAN NESTOR, Brutăria HERMANN și alte mici întreprinderi și companii din București;
- Banca orașului Baia Mare;
- Primăria orașului Carei;
- anumite cafenele din Cluj; precum și
- alte instituții din: Mediaș, Sibiu, Galați, Sighetul Marmației, Sighișoara și, nu în ultimul rând, Timișoara.

Primele de gen au fost puse în circulație în perioada pașoptistă, când cetatea Timișoarei era sub asediu, iar locuitorii săi nu mai aveau cu ce să cumpere alimente. Alți asemenea bani, cu valori mici, s-au tipărit în 1919, când războiul a provocat o criză de metal pentru bătut monede.
Ca monedă de necesitate putem considera și Bonurile valorice sau tichetele de masă, care se folosesc în România în prezent. Bonurile de masă utilizate pe piața românească au fost emise cu scopul de a nu mai plăti impozit către stat pentru suma aferentă acelui bon. În acest fel, compania se folosea de o monedă emisă de altcineva decât Banca Națională a României.
Bonurile pot fi considerate ca monedă de schimb, având chiar și elemente de siguranță, putând fi schimbate la valoarea inscripționată pe acestea la supermarket-uri, restaurante, cafenele, chiar și unele buticuri.